# Stemma delle Isole Åland
Lo stemma delle Isole Åland, adottato per la prima volta nel 1560, consiste in uno scudo blu recante l'immagine di un cervo dorato, che è la personificazione della Svezia. L'attuale stemma è composta in alto della Corona svedese, pur essendo una provincia autonoma della Finlandia. Nello stemma del 1944, i dettagli come le corne e le zampe furono colorate di rosso, che vennero confuse con l'altra provincia svedese, Öland.

## Stemmi

Dal 1560 al 1569
Lo stemma era ufficiale dal 1888 al 1944
Lo stemma della provincia svedese che furono, per breve tempo accorpate in un'unica ente amministrativa